# كريس بورنس
كريس بورنس (بالإنجليزية: Chris Burns)‏ (9 نوفمبر 1967 - ) هو لاعب كرة قدم بريطاني في مركز الوسط. لعب مع سوانزي سيتي وفوريست غرين ونادي بورتسموث ونادي بورنموث ونادي نورثامبتون تاون ونادي غلوستر سيتي ونادي تشيلتنهام تاون لكرة القدم وUD Horadada ‏ وCinderford Town A.F.C. ‏ وCirencester Town F.C. ‏.

## وصلات خارجية
- كريس بورنس على موقع قاعدة بيانات كرة القدم.إي يو (الإنجليزية)
- كريس بورنس على موقع Soccerbase.com (لاعب) (الإنجليزية)